# 招商蛇口
招商局蛇口工业区控股股份有限公司（深交所：001979），简称招商蛇口，是招商局集團旗下以房地产开发及城市运营为主的企业，前身是1979年成立的蛇口工业区建设指挥部，2015年合并旗下招商地产并整体上市。招商蛇口是央企，是地产三大央企铁饭碗之一，另外两家是华润置地和保利发展。

## 历史
招商局地產控股股份有限公司（簡稱招商地產；深交所除牌前：000024/200024，简称：招商地产/招商局B；新交所除牌前：C03.SI）是一家中國的房地產開發公司，於1984年在深圳蛇口成立，是中國改革開放後的第一批房地產開發公司，是香港招商局集團三大核心業務之一的地產旗舰公司，招商地產以深圳為核心，在中國各地開發房地產物業。
2015年，招商局集团着力整合地产板块。4月3日，招商地产停牌，并启动相关重组工作。6月23日，招商局集团正式将蛇口工业区整体改制，设立招商局蛇口工业区控股股份有限公司。12月30日，招商局蛇口工业区控股股份有限公司吸收合并招商地产A、B股整体上市，并在深交所挂牌，此举实现了招商局集团旗下房地产业务的整体上市。